# 漠恩南鰍
漠恩南鰍（學名：Schistura moeiensis）為輻鰭魚綱鯉形目條鰍科南鰍屬的其中一種。分布於亞洲薩爾溫江及伊洛瓦底江流域，體長可達5.3公分，棲息在沙石底質的河川底層水域，生活習性不明。

## 扩展阅读
維基物種上的相關：漠恩南鰍